# سرخس قزمي
سرخس قزمي (الاسم العلمي: Polypodium pumilum) هو نوع نباتي يتبع جنس السرخس من فصيلة السرخسية.